# 보비 모로

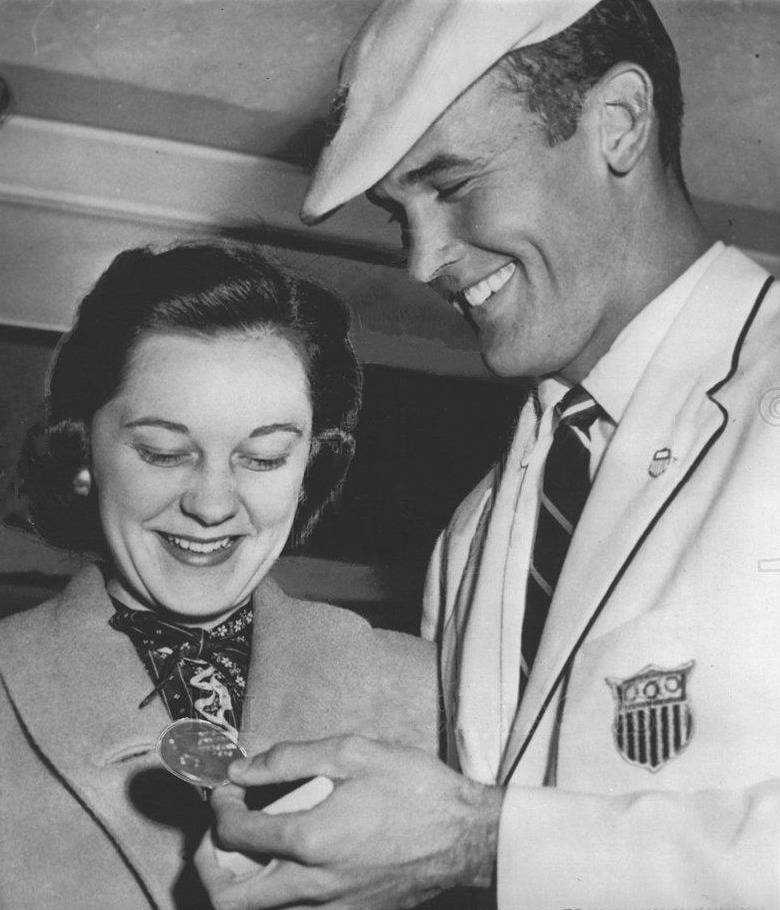
아내 조 앤과 함께하고 있는 모로(1956년)

보비 모로(Bobby Morrow, 본명: 보비 조 모로, Bobby Joe Morrow, 1935년 10월 15일 ~ 2020년 5월 30일)는 1956년 올림픽에서 3개의 금메달을 획득한 미국의 단거리 달리기 선수였다. "1950년대의 지배적인 단거리 선수"이자 "역사상 가장 편안한 단거리 선수로, 그의 영웅 제시 오언스보다 훨씬 더" 불려왔다.